# ルイス・バルボザ
ジョゼ・ルイス・バルボザ（José Luís Barbosa, 1887年5月23日 - 1952年10月3日）は、ポルトガルのヴァイオリニスト。息子ヴァスコもヴァイオリニストである。
リスボンの生まれ。4歳の頃から父ルシオ・ルイスに音楽の手ほどきを受け、5歳で地元のカフェでヴァイオリンを演奏するまでになった。その後、エドラ伯爵とフェルナンド2世の妻であったエリザ・ヘンスラーの後援を受けて、7歳でリスボン国立音楽院に入学したものの、1年で一旦退学し、17歳の時に再度入りなおした。音楽院ではジュリオ・カルドナとアレクサンドラ・ベッテンコートに師事している。その後、ダヴィド・デ・ソウザ、フェルナンド・ファオやジョゼ・ヴィアナ・ダ・モッタらと共演してヴァイオリニストとしての実績を積み、ポルトガル国営放送の弦楽四重奏団を主宰するなどした。1928年にはポルトガル政府からサンティアゴ勲章を授与されている。
リスボンにて没。

## 註
1. ↑  “LUIZ BARBOSA”. 2017年11月11日時点のオリジナルよりアーカイブ。2017年11月11日閲覧。
2. ↑  “A Rua do violinista Luís Barbosa no Beato”. 2017年11月11日時点のオリジナルよりアーカイブ。2017年11月11日閲覧。